# 月の海

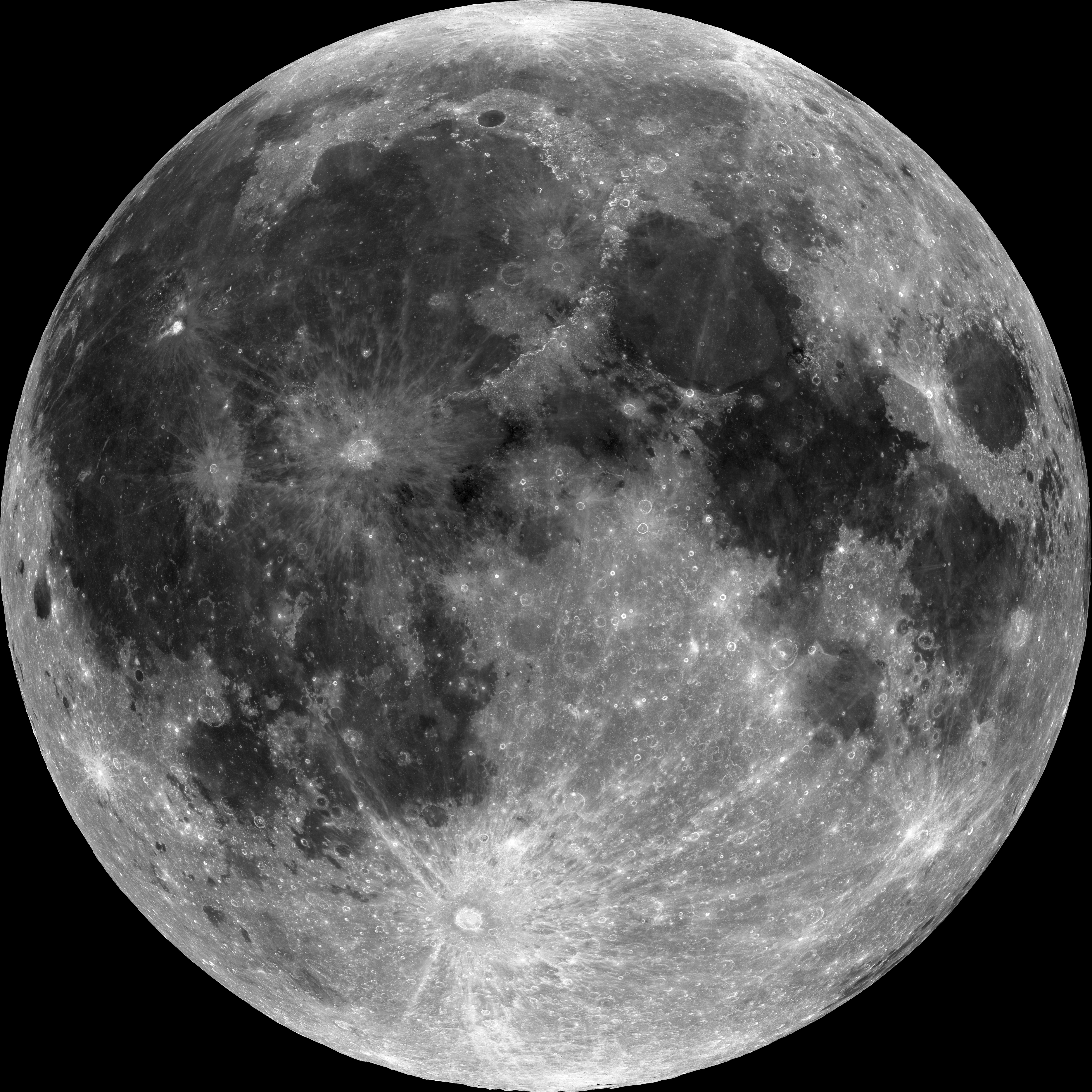
月の表側（地球から観測できる側）の画像。黒く見えるところが月の海。

月の海（つきのうみ、英語: lunar mare、複数形：lunar maria）とは、濃い色の玄武岩で覆われた月の平原である。
海（ "mare" ）の他に大洋（ "oceanus" ）、湖（ "lacus" ）、沼（ "palus" ）、入江（ "sinus" ）と呼ばれる地形もあるが、これらは大きさや形状が異なるだけで、本質的には海と同じものである。
また、海、沼、大洋などと呼ばれているが、地球の海のように水があるわけではない。

## 概要
およそ40億年前、太陽系内には惑星になりそこねた多数の微惑星がまだ多く残っていた。月にこれらが落下して直径数百km、深さ数kmの巨大な深いクレーターをいくつも形成した。この月の海の母体になった巨大クレーターをベイスン（ "basin"、盆地）という。
微惑星の落下が終わりに近づいた頃（38億～32億年前）、月の内部では放射性元素の崩壊熱の蓄積により岩石が溶融し始め、マグマが形成された。月の質量が小さいため、岩石すべてが溶融するほどの熱の蓄積が起こらず、溶融しやすい成分、すなわち玄武岩質の成分だけが溶融した。このマグマは深いクレーターの底から噴出し、クレーターを埋めて平原に変えた。この時点で微惑星の落下がほとんど終了していたため、月の海ではクレーターがあまり無い平坦な地形が保たれることになった。

## 命名
ラテン語で「海」という意味を持つ "mare" と初めに命名したのは、16世紀末から17世紀初頭に活躍したドイツの天文学者ヨハネス・ケプラーである。彼は月を天体望遠鏡で観察して、月の暗い部分は水を湛えた海であると信じていた。また、ガリレオ・ガリレイも同様の考えを持っていた。
1645年、ミヒャエル・ラングレンが出版した、世界最初の印刷された月面図 "Plenilunium"（『満月』）では、"mare" や "oceanus"（大洋）を付した名前が命名された。
1651年、ジョヴァンニ・リッチョーリとフランチェスコ・グリマルディの2人は、月の地形に独自の命名を行った月面図を発表した。彼らは月面の暗い平原に対してケプラーに倣って、その大きさや形状に従って "oceanus" 、"mare" 、"lacus"（湖）、"palus"（沼）、"sinus"（入江）といった水に関係する地名を与えた。そして海には主に気象に関する言葉を冠した名前を与えたが、これは当時、月が地球の気象に影響を与えているという考えがあったためであると思われ、彼らの与えた名前が現在でも用いられている。

## 分布

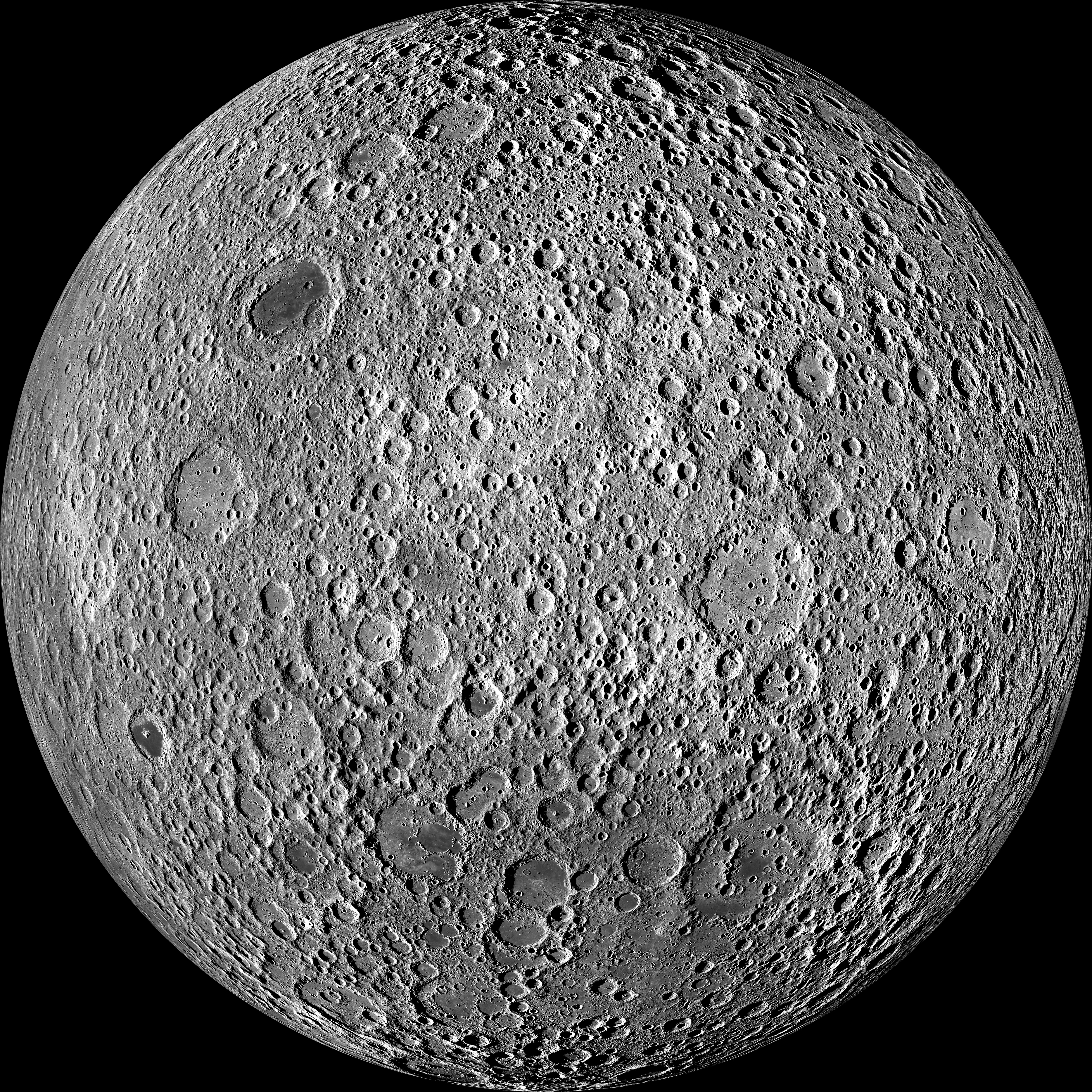
月の裏側

月の海は、月の地表の16%を占めている。月の表と呼ばれる地球を向いている側に多くの月の海がある。一方で、月の裏側にある海としては、モスクワの海、賢者の海などがあげられるが、その面積は表側の海と比べて圧倒的に少ない。月の海が表側に偏って存在する原因については、様々な説があるが、詳しくは分かっていない。